# Richard Oakes
Richard John Oakes (născut pe 1 octombrie 1976, în Anglia) este un muzician britanic, fostul chitarist și compozitor al formației de britpop Suede.

## Copilăria și adolescența
Richard a crescut în Poole, Dorset, cu toate că era născut în Londra, alături de părinții și de frații săi, Kate și Stephan. A învățat să cânte la chitară servindu-se de chitara pe care o deținea sora sa, Kate, dar imboldul hotărâtor către muzică i l-a dat „The Story Of The Clash”, înregistrare pe care a urmărit-o la vârsta de 12 ani. Înainte de a intra în Suede, a asistat la un concert de-al lor; acesta a fost și primul concert live pe care l-a urmărit.

## Cariera
Prima formație în care Oakes a cântat se numea TED, și îl avea în componență pe unul dintre prietenii săi, Pete. În momentul în care a aflat despre plecarea lui Bernard Butler din Suede, a decis să își încerce norocul, și a trimis un demo trupei folosind o claviatură Yamaha, atașând și o scrisoare, în care le spunea membrilor „Sunt grozav. Lăsați-mă să intru în trupă. Ați fi nebuni să spuneți nu; Luați-mă sau lăsați-mă”. Scrisoarea a impresionat plăcut membrii trupei, în primul rând pentru că tonul ei era complet diferit față de tonul implorator al altor scrisori pe care le primeau. Un alt fapt notabil este că tocmai când Brett Anderson asculta demo-ul trimis de Richard, Simon Gilbert a intrat în încăpere, și neștiind că era vorba de un demo al unui candidat, a crezut că e o înregistrare veche a trupei.
La prima audiție, Oakes a cântat „Heroine”, iar la a doua audiție a interpretat „The 2 Of Us”, după ce membrii formației și-au dat seama că putea să cânte și la pian. Mai târziu, Oakes a declarat că, deși i s-a spus să revină în următoarea săptămână, pe fețele lor se putea citi că fusese acceptat. A intrat în Suede în mod oficial pe 17 septembrie 1994, exact cu două săptămâni înainte de cea de-a optsprezecea aniversare a sa.
Prima oară când Richard a cântat alături de trupă a fost la Top of the Pops, iar prima sa apariție într-un concert live a avut loc în cadrul unui concert secret ținut la London's Raw Club pe 7 octombrie 1994. Primul cântec pe care l-a interpretat live a fost „We Are the Pigs” (acesta a fost și primul videoclip în care a apărut).
Primul cântec pe care Oakes l-a compus pentru Suede a fost „Together” (cântecul poate fi găsit pe single-ul „New Generation”).
Înainte de concerte, Oakes obișnuia să se spele pe față și uneori bea bere înainte să urce pe scenă. Mama sa, Maureen Oakes, mărturisea că a fost îngrijorată de faptul că Richard a intrat în Suede la o vârstă atât de fragedă: „Era atât de tânăr, și stilul de viață rock and roll e cunoscut prea bine, nu? Dar el nici măcar nu fumează!”
Alături de Suede, Oakes a scos patru albume de studio, două compilații și cincisprezece single-uri, rămânând alături de trupă până la destrămarea acesteia, în 2003.
În 2008, compozitorul și producătorul Sean McGhee a confirmat pe pagina sa de MySpace că Richard Oakes lucrează alături de el la un nou material. Ulterior, McGhee a dezvăluit în blogul său că înregistrările continuă, 11 cântece fiind deja gata.